# Philippe Martin
Philippe Joseph Martin (18 de janeiro de 1966 - 17 de dezembro de 2023) foi um economista francês, professor de Economia na Sciences Po, em Paris, e reitor da Escola de Assuntos Públicos (em francês: École d'affaires publiques), instituição dedicada às políticas públicas na mesma universidade. Ele foi o primeiro presidente do Departamento de Economia da Sciences Po de 2008 a 2013 e presidente do Conselho de Análise Econômica (em francês: Conseil d'Analyse Économique) do governo francês de 2018 a 2022. Ele também foi vice-presidente e pesquisador do Centro de Pesquisa de Política Econômica (CEPR).

## Vida e carreira
Martin atuou como professor nas instituições: no Instituto de Pós-Graduação em Estudos Internacionais, na Universidade de Paris 1 Pantheon-Sorbonne e na Escola de Economia de Paris . Ele atuou como economista no Federal Reserve Bank de Nova York, nos anos de 2001 e 2002, .
A pesquisa de Martin se concentrou em comércio internacional e macroeconomia, além de geografia econômica. Foi conselheiro econômico (2015-2016) de Emmanuel Macron quando este era Ministro da Economia.
Philippe Martin morreu em 17 de dezembro de 2023, aos 57 anos.

## Outras atividades
- Instituto de Estudos Avançados em Defesa Nacional (IHEDN), Membro do Conselho Científico (desde 2020)
- Escola de Relações Internacionais de Paris (PSIA), Membro do Comité Estratégico
- Círculo dos Economistas, Membro

## Posições políticas
Antes das eleições presidenciais francesas de 2012, Martin foi co-signatário de um apelo de vários economistas em apoio ao candidato François Hollande .  Em 2017, aconselhou Emmanuel Macron sobre o seu programa econômico durante a sua campanha presidencial.

## Reconhecimento
- 2002 – Prix du meilleur jeune économiste de France (compartilhado com Thomas Piketty)